# Procurador-Geral do Alabama

Selo do Procurador-Geral do Alabama

O Advogado Geral do Alabama (em inglês: Attorney General of Alabama) é um cargo eleito, cargo constitucional do Estado do Alabama. O cargo de Advogado Geral é localizado na capital do estado em Montgomery, Alabama.  Henry Hitchcock foi eleito como o primeiro advogado geral do Alabama em 1819.

## Lista de Procuradores-Gerais do Alabama
O Chefe Adjunto do Procurador-Geral é Alice Martin e Andrew Brasher é o atual procurador geral. 
| #      | Nome                   | Inicio do Cargo | Deixou o cargo | Partido    |
| ------ | ---------------------- | --------------- | -------------- | ---------- |
| 1      | Henry Hitchcock        | 1819            | 1823           |            |
| 2      | Thomas White           | 1823            | 1825           |            |
| 3      | Constantine Perkins    | 1825            | 1832           |            |
| 4      | Peter Martin           | 1832            | 1836           |            |
| 5      | Alexander Meek         | 1836            | 1836           |            |
| 6      | John D. Phelan         | 1836            | 1838           |            |
| 7      | Lincoln Clark          | 1838            | 1839           |            |
| 8      | Matthew W. Lindsay     | 1839            | 1843           |            |
| 9      | Thomas D. Clarke       | 1843            | 1847           |            |
| 10     | William H. Martin      | 1847            | 1847           |            |
| 11     | Marion A. Baldwin      | 1847            | 1865           |            |
| 12     | John W. A. Sanford     | 1865            | 1868           |            |
| 13     | Benjamin Gardner       | 1868            | 1870           |            |
| 14     | John W. A. Sanford     | 1870            | 1872           |            |
| 15     | Henry Tompkins         | 1878            | 1884           |            |
| 16     | Thomas McClellan       | 1884            | 1889           |            |
| 17     | William L. Martin      | 1889            | 1894           |            |
| 18     | William C. Fitts       | 1894            | 1898           |            |
| 19     | Charles G. Brown       | 1898            | 1903           |            |
| 20     | Massey Wilson          | 1903            | 1907           |            |
| 21     | Alexander M. Garber    | 1907            | 1911           | Democratic |
| 22     | Robert Brickell        | 1911            | 1915           | Democratic |
| 23     | William Logan Martin   | 1915            | 1918           |            |
| 24     | F. Lloyd Tate          | 1918            | 1918           |            |
| 25     | Emmet S. Thigpen       | 1918            | 1919           |            |
| 26     | James Q. Smith         | 1919            | 1921           | Democratic |
| 27     | Harwell G. Davis       | 1921            | 1927           | Democratic |
| 28     | Charlie C. McCall      | 1927            | 1931           |            |
| 29     | Thomas E. Knight       | 1931            | 1935           | Democratic |
| 30     | A. A. Carmichael       | 1935            | 1939           |            |
| 31     | Thomas S. Lawson       | 1939            | 1942           |            |
| 32     | William N. McQueen     | 1943            | 1947           | Democratic |
| 33     | A. A. Carmichael       | 1947            | 1951           |            |
| 34     | S. I. Garrett          | 1951            | 1954           |            |
| 35     | Bernard Sykes          | 1954            | 1955           |            |
| 36     | John Malcolm Patterson | 1955            | 1959           | Democratic |
| 37     | MacDonald Gallion      | 1959            | 1963           | Democratic |
| 38     | Richmond Flowers       | 1963            | 1967           | Democratic |
| 39     | MacDonald Gallion      | 1967            | 1971           | Democratic |
| 40     | William J. Baxley      | 1971            | 1979           | Democratic |
| 41     | Charles A. Graddick    | 1979            | 1987           | Democratic |
| 42     | Don Siegelman          | 1987            | 1991           | Democratic |
| 43     | Jimmy Evans            | 1991            | 1995           | Democratic |
| 44     | Jeff Sessions          | 1995            | 1997           | Republican |
| 45     | Bill Pryor             | 1997            | 2004           | Republican |
| 46     | Troy King              | 2004            | 2011           | Republican |
| 47     | Luther Strange         | 2011            | 2017           | Republican |
| Acting | Alice Martin           | 2017            | 2017           | Republican |
| 48     | Steve Marshall         | 2017            | present        | Republican |